# Hughes Steiner
Pour les articles homonymes, voir Steiner.
Hughes Steiner (4 septembre 1926 dans le 12e arrondissement de Paris - 15 mars 1991 à Créteil) est un designer français de parents roumains déporté vers le camp d'extermination de Sobibor, qui s'évade du train, re-capturé et déporté à Auschwitz et qui survit à la Shoah.

## Biographie
Hughes Steiner naît le 4 septembre 1926 dans le 12e arrondissement de Paris. Il habite au 242 rue du Faubourg-Saint-Antoine, dans le 12e arrondissement de Paris.
Il étudie au Lycée Condorcet. Il est arrêté en juin 1942.
Il est déporté par le convoi no 53, en date du 25 mars 1943, de Drancy vers le Camp d'extermination de Sobibor mais réussit à s'évader du train grâce à l'aide de Sylvain Kaufmann, juif lorrain, qui l'avait pris sous son aile. Re-capturé il est déporté à Auschwitz et porte le matricule 119 620. Il survit à la Shoah après être passé par le camp de travail annexe de Jaworzno et s'être de nouveau évadé durant la marche de la mort. Sa mère Marguerite Efraim et son grand-père maternel Salomon Efraim déportés en septembre 1942 à Auschwitz ont péri dès octobre 1942.
De retour de déportation, en 1945, il reprend l'entreprise fondée par son père, Charles Steiner. Ce dernier est né le 10 mars 1894, à Bucarest, en Roumanie. Il s'installe à Paris en 1926, à son compte dans le Faubourg Saint-Antoine, où il produit des fauteuils club,. Il est déporté par le convoi no 59, en date du 2 septembre 1943, du Camp de Drancy vers Auschwitz mais survit à la Shoah.
En plus de ses activités professionnelles, Hughes Steiner milite pour la paix et contre toutes les formes de racisme. Il participe en 1979 aux côtés de Simone Veil au débat télévisé qui suit la projection d'Holocauste.
Il meurt le 15 mars 1991 à Créteil,.